# Телеконвертер

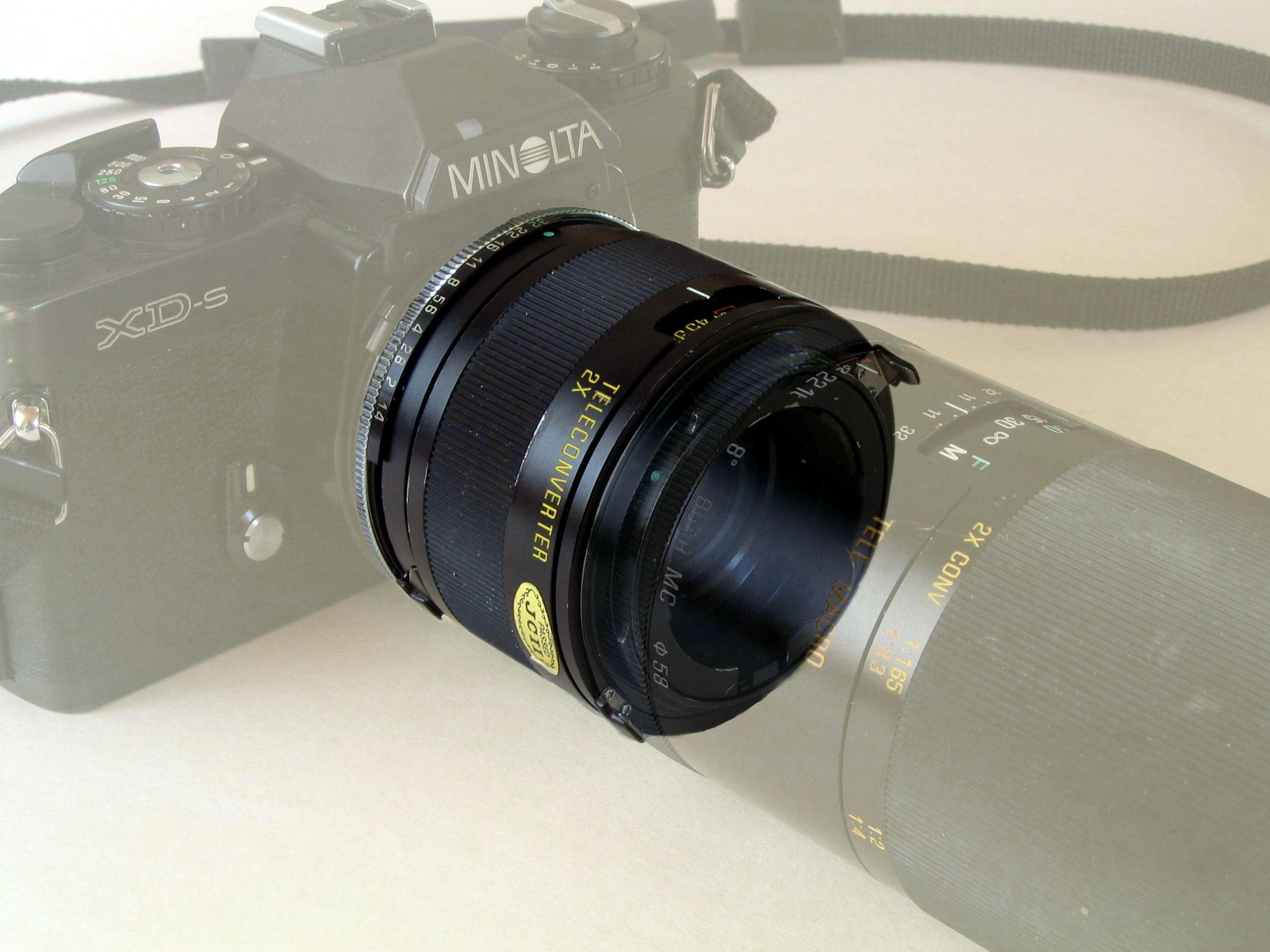
Расположение телеконвертера на камере

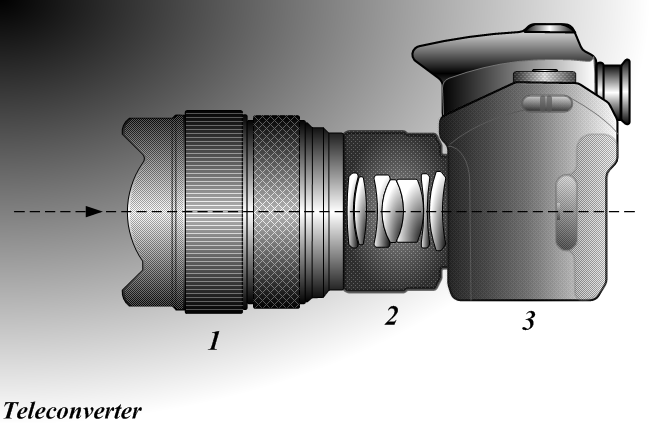
1 — объектив
2 — телеконвертер
3 — фотоаппарат

Телеконве́ртер, Телеэксте́ндер (Теленегативная приставка) — дополнительная оптическая система, устанавливаемая между корпусом фотоаппарата, кинокамеры или видеокамеры, и съёмочным объективом для увеличения его фокусного расстояния. На телевидении телеконвертером называют афокальную теленасадку, устанавливаемую перед объективом, а линзы аналогичного назначения, расположенные за ним — экстендером. Некоторые вариообъективы профессиональных видеокамер оснащаются встроенным экстендером, который установлен в специальном приливе задней части оправы и вводится в световой поток переключателем.

## Принцип действия
К примеру, 2-кратный телеконвертер увеличивает центральный участок изображения 12×18 мм до размера 24×36 мм. Таким образом, применение этого телеконвертера дает эффект использования объектива с вдвое большим фокусным расстоянием.
Отрицательной стороной использования телеконвертеров является снижение геометрической светосилы объектива и соответствующее уменьшение его относительных отверстий на всех значениях диафрагмы. Численно относительное отверстие уменьшается кратно квадрату телеувеличения конвертера. На практике это означает, что использование 1,4× конвертера уменьшает относительное отверстие вдвое, а значение экспозиции (exposure value, EV) соответственно на 1 ступень, 2× — соответственно, на 2 ступени. Ещё одной отрицательной стороной телеконвертера является его способность увеличивать аберрации самого объектива. При прочих равных, телеобъектив даёт лучшее качество изображения, чем более короткофокусный объектив с телеконвертером.
В репортёрской практике телеконвертер позволяет сократить носимый запас оптики, используя один и тот же объектив для съёмки с разной крупностью. Это особенно актуально для тяжёлых телеобъективов: например объектив 300 f/2,8 с телеконвертером 2× приобретает параметры 600 f/5,6, позволяя варьировать светосилу и крупность плана в зависимости от ситуации. Два объектива с такой светосилой и фокусными расстояниями весят значительно больше, чем один более «короткий» в сочетании с компактным конвертером. Выигрыш может быть получен даже в случае замены более мощного телеобъектива сочетанием менее длиннофокусного с телеконвертером, поскольку масса и габариты светосильной профессиональной оптики растут пропорционально фокусному расстоянию. Всё это в равной степени относится к фиксам и зум-объективам: в последнем случае легче носить один длиннофокусный трансфокатор, чем два.
Телеобъективы потребительского класса значительно легче и компактнее, а их стоимость сопоставима со стоимостью конвертера. Максимальная светосила не превышает f/4,5—5,6 и при использовании телеконвертера уходит в область значений, при которых фазовый автофокус, особенно любительских фотоаппаратов, становится неработоспособным. Кроме того, большинство конвертеров рассчитаны на профессиональную оптику и часто несовместимы с более дешёвой. Поэтому, среди фотолюбителей конвертеры распространены в меньшей степени. Наиболее распространены телеконвертеры с кратностью 1,4× и 2×, реже встречаются 3-кратные.
Примеры использования:
| Объектив → Телеконвертер ↓    | Объектив 50 мм f/1,4 | Объектив 135 мм f/2,8 | Объектив 300 мм f/4 | Объектив 1000 мм f/10 |
| ----------------------------- | -------------------- | --------------------- | ------------------- | --------------------- |
| Без телеконвертера            | 50 мм f/1,4          | 135 мм f/2,8          | 300 мм f/4          | 1000 мм f/10          |
| С телеконвертером 1,4×        | 70 мм f/2            | 190 мм f/4            | 420 мм f/5,6        | 1400 мм f/14          |
| С телеконвертером 2×          | 100 мм f/2,8         | 270 мм f/5,6          | 600 мм f/8          | 2000 мм f/20          |
| С двумя телеконвертерами 1,4× | 100 мм f/2,8         | 270 мм f/5,6          | 600 мм f/8          | 2000 мм f/20          |
| С двумя телеконвертерами 2×   | 200 мм f/5,6         | 540 мм f/11           | 1200 мм f/16        | 4000 мм f/40          |

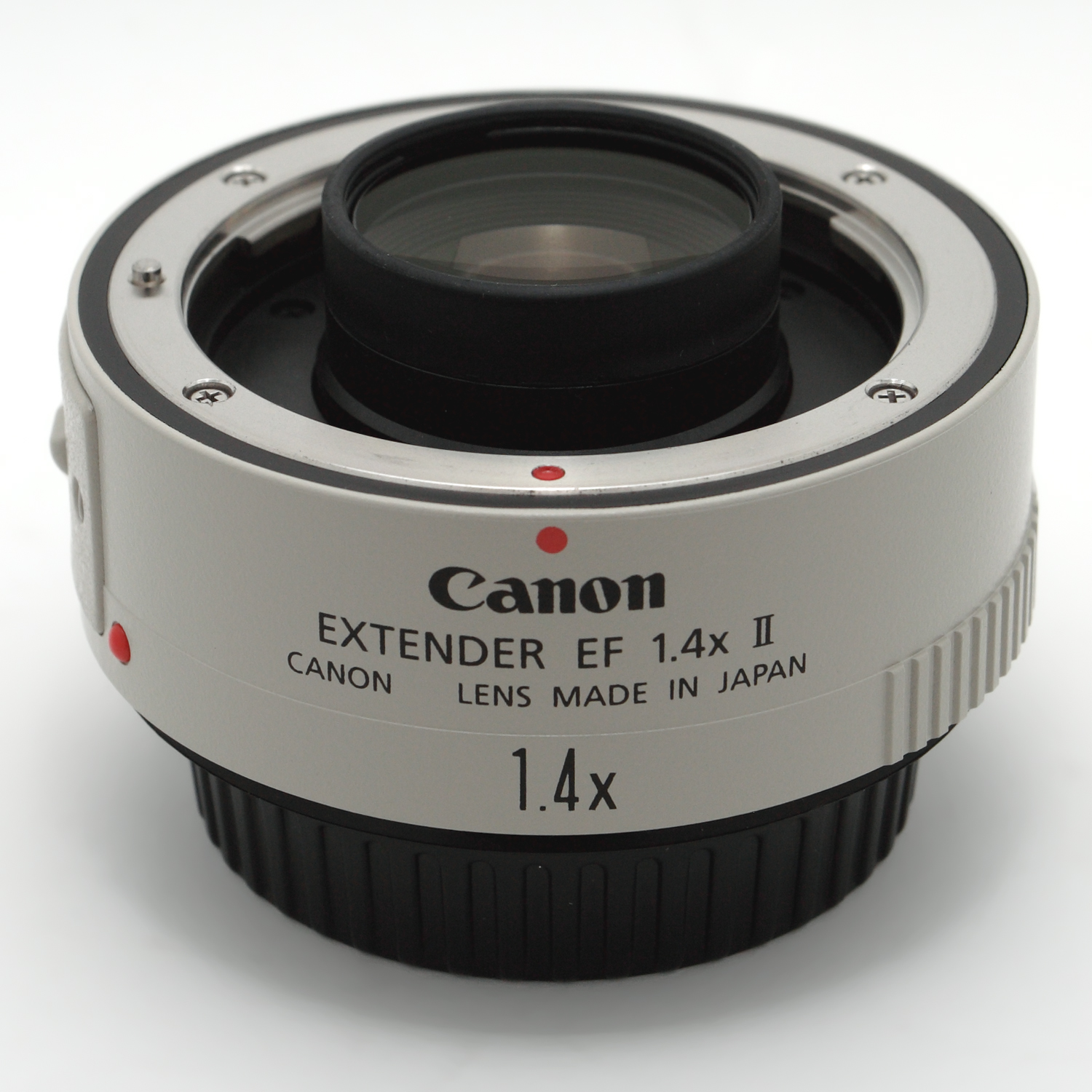
Внешний вид телеконвертера Canon
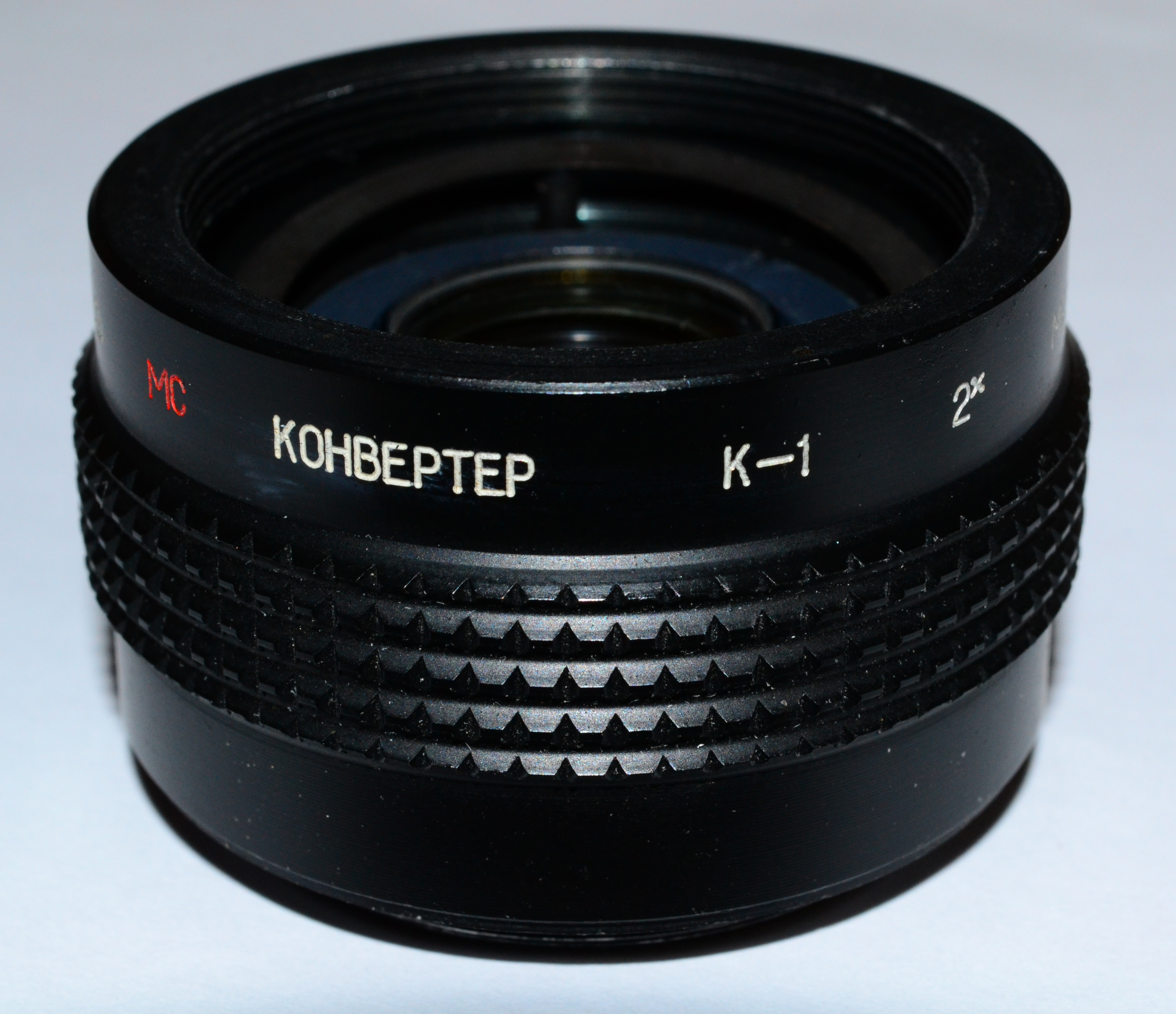
Советский двукратный телеконвертер «К-1»
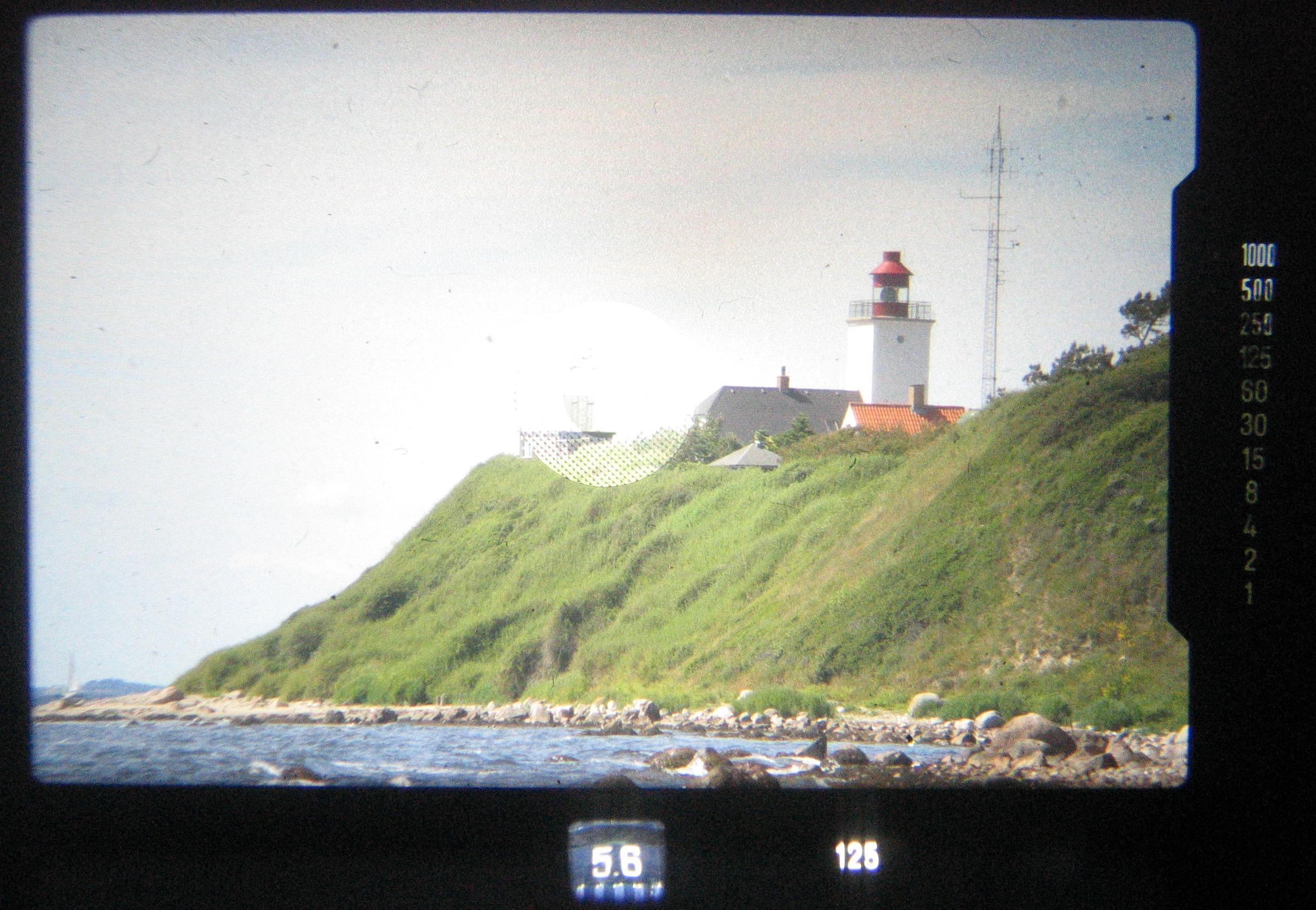
Вид в видоискатель зеркальной камеры с 300-мм телеобъективом
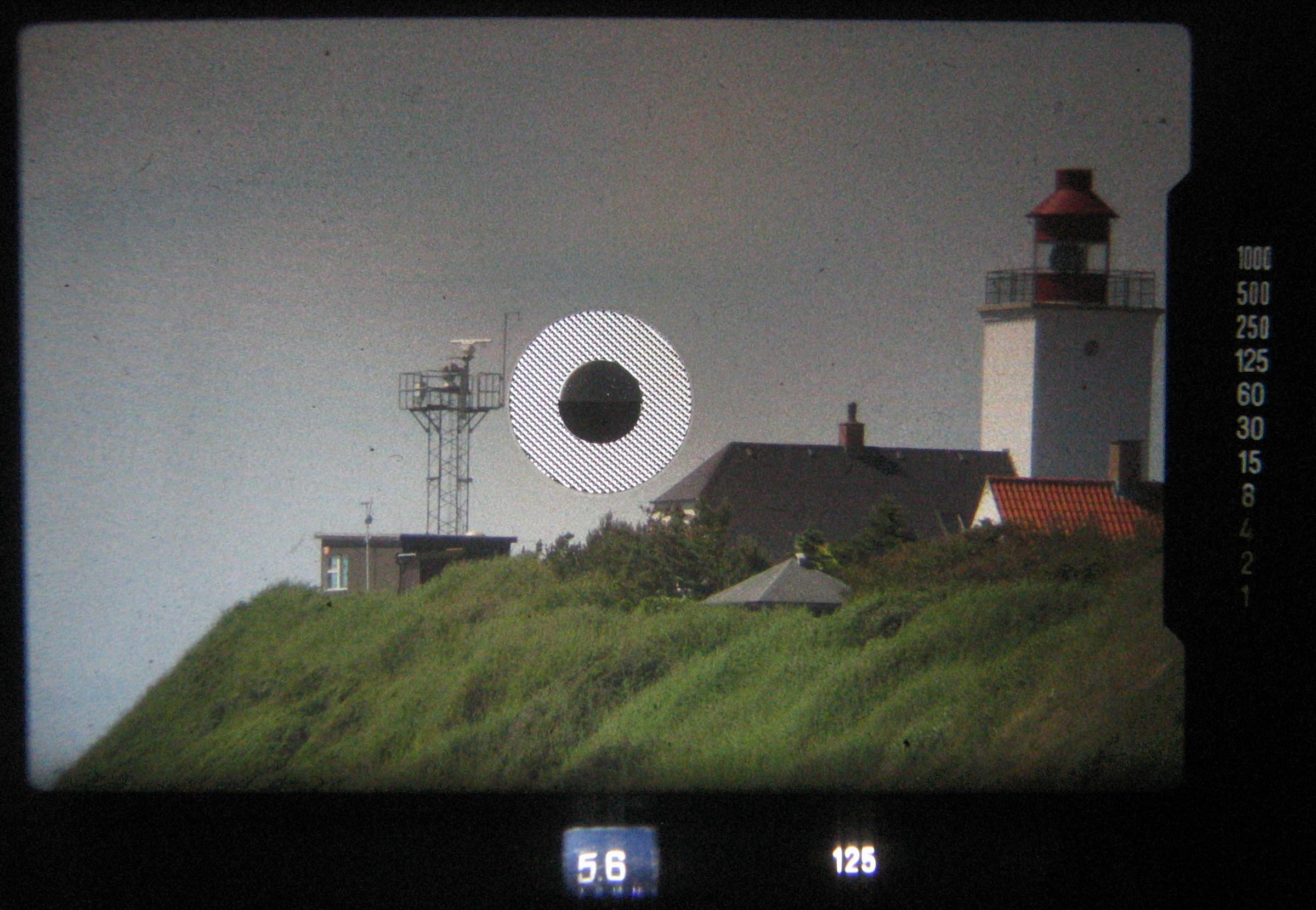
Вид в видоискатель зеркальной камеры с 300-мм телеобъективом и 2-кратным телеконвертором